# Американский биографический институт
Американский биографический институт (ABI) являлся компанией-издателем различных биографических справочников. Также организация получала доходы от продаж поддельных сертификатов и книг. Ежегодно компанией присуждались сотни многочисленных наград, в том числе «Человек года» по цене от 195 до 295 долларов каждая.
Награды института неоднократно признавались мошенническими. Так служба ScamNet правительства Западной Австралии признала Американский биографический институт мошенническим издателем, «который обращается к людям, желающим иметь табличку на своей стене или видеть свое имя в книге, даже если эта честь является сомнительной, так как является результатом покупки». Ввиду процедуры банкротства компания прекратила свою деятельность в 2012 году.

## Деятельность
Компания предлагала своим клиентам приобретать различные награды в качестве дополнения при включении в собственные биографические справочники. Один из бывших сотрудников объяснял, что компания покупала списки адресов у организаций и, используя эти имена, рассылала приглашения быть упомянутым в биографических книгах, а также приобрести награду. К таким наградам относились «Человек года», «Человек десятилетия» или «Выдающаяся личность 21 века», а также включение имени в различные издания компании, такие как 500 лидеров науки, The World Book of Knowledge. Принявшим предложение, предлагались различные книги и наградные сертификаты по цене до 795 долларов США.
На собственном сайте издатель описывал себя как «одного из ведущих в мире издателей биографических справочников в областях современных глобальных достижений» и утверждал, что «включение в справочное название ABI основывается исключительно на личных достижениях и невозможно по факту покупки».
Владелец компании, Арлин Кэлхун, также одновременно руководила и другими компаниями-поставщиками коммерческих наград, располагавшихся по тому же адресу, что и ABI. Такими как United Cultural Convention, а также журналом Pentland Press (Ivy House Publishing Group).

### «Всемирный форум»
ABI также являлась партнёром-организатором ежегодного Всемирного форума Международного биографического центра (ранее — Международного конгресса по искусству и коммуникациям), который приглашал участников на проводимую неделю семинаров, художественных выставок и представлений. На протяжении 31 года данные мероприятия проводились в различных странах: США, Великобритания, Кения, Испания, Португалия, Сингапур, Австралия. Материалы форумов не публиковались никем кроме издательства ABI. Эфиопский художник Афеверк Текле был постоянным участником этих форумов.

## Награды и титулы
Компания постоянно учреждала и продавала новые награды. Большинство из которых были доступны по ценам от 195 до 495 долларов США, в зависимости от уровня престижа награды, характеристик изготовленного сертификата, а также материала рамки. Так только в 2005 году Институт присудил не менее 200 наград «Человек года» по цене от 195 до 295 долларов каждая.
Сводный список всех наград, медалей, дипломов и сертификатов, которые выдавались ABI не публиковался.